# Kuhn Rikon
Kuhn Rikon ist ein Schweizer Produktionsunternehmen für Kochgeschirr in Rikon im Zürcher Tösstal. Es ist insbesondere für Schnellkochtöpfe unter dem Markennamen Duromatic bekannt, der in der Schweiz oft als Synonym für einen Dampfkochtopf benutzt wird. Das Unternehmen ist als Aktiengesellschaft organisiert und befindet sich in Familienbesitz. Der Name Kuhn Rikon ist auch mit dem Tibet-Institut Rikon verbunden, das als geistiges und kulturelles Zentrum für die Exil-Tibeter in der Schweiz dient.

## Geschichte

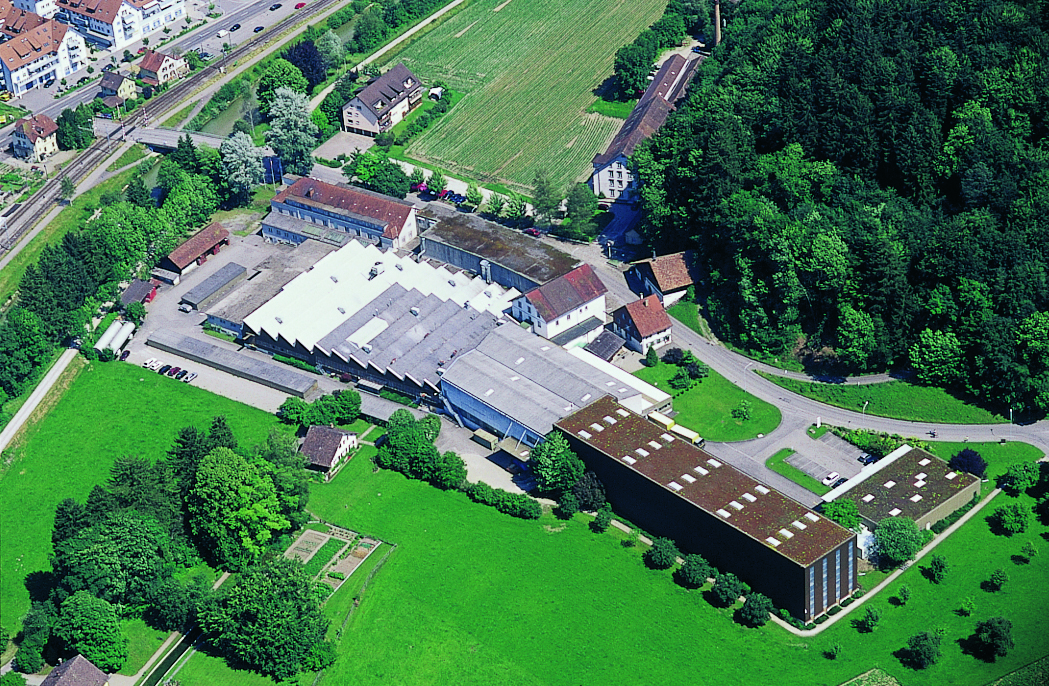
Fabrik in Rikon

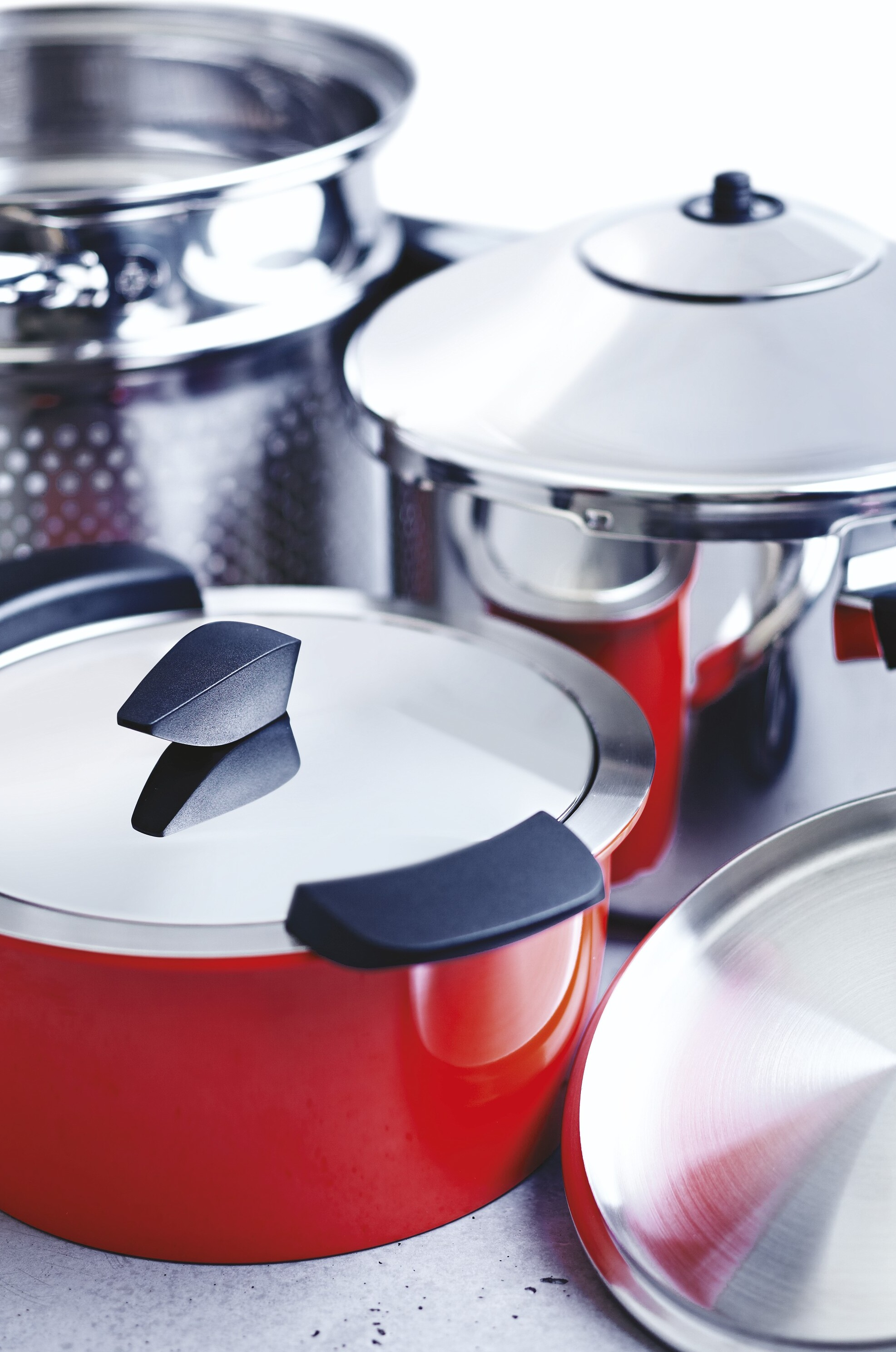
Diverse Produkte von Kuhn Rikon

1926 erwarb Heinrich Kuhn-Boller die konkursite Kupfer- und Stahlpfannen-Manufaktur Gebr. Kindlimann (im Volksmund «Pfanni» genannt) und gründete die Heinrich Kuhn Metallwarenfabrik. Er entwickelte unter der Marke Duro das erste Kochgeschirr, das sich für die aufkommenden Elektroherde eignete, indem er als Material Aluminium statt Kupfer oder Messing benutzte.
Als Heinrich Kuhn 1932 an den Folgen einer Gehirntumor-Operation starb, übernahm der kurz vor der Matura stehende Henri Kuhn (1914–1969) die Geschäftsleitung und überführte das Unternehmen in eine Aktiengesellschaft. Ab 1947 war auch sein jüngerer Bruder Jacques Kuhn (* 15. Februar 1919; † 30. Dezember 2016), ein an der ETH Zürich ausgebildeter Maschineningenieur, als Technischer Leiter für das Unternehmen tätig. Er führte die Fliessband-Fertigung ein, die er bei seiner Studienreise in den USA kennengelernt hatte. 1949 wurde – in Konkurrenz zum damals verbreiteten Flexsil – der Dampfkochtopf Duromatic lanciert, der die Basis für die Exporttätigkeit legte und sich zum Marktführer entwickelte.
Als die Schweiz 1964 1000 Flüchtlinge aus dem Tibet aufnahm, stellten Henri und Jacques Kuhn Arbeitsplätze und Wohnungen zur Verfügung. 1967 gründeten sie auf Rat des Dalai Lama, den Henri Kuhn in Indien traf, die Stiftung Tibet-Institut Rikon, die sie mit 100'000 Franken und dem notwendigen Bauland ausstatteten. Bereits 1968 konnte das Tibet-Institut Rikon eingeweiht werden, das sich zu einem bedeutenden religiösen Zentrum für Tibeter in der Schweiz und im angrenzenden Ausland entwickelte. Noch heute sind unter den Angestellten der Kuhn Rikon viele Arbeitnehmer tibetischer Abstammung.
1969 starb Henri Kuhn überraschend, doch trat 1976 mit seinem Sohn Hans-Heinrich Kuhn die dritte Generation in das Familienunternehmen ein. In diese Phase fiel auch die Einführung des ersten doppelwandigen Kochgeschirrs (Durotherm), das weltweit patentiert wurde und die internationale Expansion vorantrieb. 1984 zog sich Jacques Kuhn aus dem Unternehmen zurück.
2001 erfolgte die Umbenennung der Heinrich Kuhn Metallwarenfabrik in Kuhn Rikon AG.
2006 wurde ein Museum zur Geschichte des Kochens eingeweiht.
2010 kam ein Sortiment mit Caquelons für Käse- und Fleischfondue, Rechauds und Gabeln auf den Markt, das Kuhn Rikon zusammen mit dem Keramik-Experten Hanspeter Landert entwickelt hatte (Kochen am Tisch).
2011 wurde ein vollautomatischer Druckdampfgarer als Einbaugerät lanciert (Duromatic Relax Powersteamer).
2012 nahm mit Philipp Kuhn, Dorothee Auwärter, Christian Kuhn und Willi Auwärter die vierte Generation der Inhaberfamilien Kuhn und Auwärter-Kuhn Einsitz in den Verwaltungsrat. Im April 2014 übernahm Dorothee Auwärter auch dessen Präsidium.

## Kritik
2007 bot Coop im Rahmen einer Trophy-Promotion Küchengeräte unter dem Label Kuhn Rikon an, die jedoch nicht von Kuhn Rikon gefertigt, sondern in China auf Lizenz produziert worden waren.
Aufgrund eines Berichts der Sendung Kassensturz bestätigte Kuhn Rikon, dass es bis 2009 140 bekannte Fälle von explodierten doppelwandigen Pfannen der Marke Durotherm gab, in 14 Fällen mit Verletzungsfolgen. Kuhn Rikon betonte, dass dies nicht auf Produktionsfehler zurückzuführen sei, sondern auf unsachgemässen Gebrauch, z. B. Beschädigungen durch Fallenlassen. Bei Unsicherheit nach einem Sturz empfiehlt Kuhn Rikon einen Test und führt diesen für Kunden auch selber gratis durch. Die genau gleiche Funktionalität wie die Durotherm-Pfanne erreicht das Kuhn-Rikon System Hotpan ohne doppelwandiges Kochgeschirr – die isolierende Doppelwandigkeit wird durch den Benutzer selber hergestellt durch Einsetzen der einwandigen Pfanne in den isolierenden Übertopf.